# غيرترود هوارد
غيرترود هوارد (بالإنجليزية: Gertrude Howard)‏ هي ممثلة أمريكية، ولدت في 13 أكتوبر 1892 في هت سبرينغز في الولايات المتحدة، وتوفيت في 30 سبتمبر 1934 في لوس أنجلوس في الولايات المتحدة بسبب مرض.

## وصلات خارجية
- غيرترود هوارد على موقع IMDb (الإنجليزية)
- غيرترود هوارد على موقع أول موفي (الإنجليزية)
- غيرترود هوارد على موقع قاعدة بيانات برودواي على الإنترنت (الإنجليزية)
- غيرترود هوارد على موقع قاعدة بيانات الفيلم (الإنجليزية)
- غيرترود هوارد على موقع كينوبويسك (الروسية)